# Gustav Könnecke (Archivar)
Karl Friedrich Gustav Könnecke (* 17. Oktober 1845 in Kroppenstedt; † 24. Oktober 1920 in Marburg) war ein deutscher Archivar und Literaturhistoriker. Bekannt wurde er durch den Bilderatlas zur Geschichte der deutschen Nationalliteratur.

## Leben
Nach seinem Abitur 1865 am Domgymnasium Halberstadt studierte Könnecke Philosophie an der Friedrichs-Universität Halle, der Eberhard Karls Universität Tübingen und der Friedrich-Wilhelms-Universität zu Berlin. 1870 wurde er zum Dr. phil. promoviert. Im Anschluss war er als Hilfsarbeiter im Preußischen Hausarchiv in Berlin-Charlottenburg tätig, ab 1872 als Archivsekretär am Staatsarchiv Marburg. 1875 wurde er Archivar, 1877 Staatsarchivar und Vorstand des Staatsarchivs Marburg. Ab 1884 führte er den Titel „Archivrat“, 1897 wurde ihm der Titel „Geheimer Archivrat“ verliehen.
Zwischen 1874 und 1889 hielt er hilfswissenschaftliche Übungen an der Philipps-Universität Marburg ab, mit der Gründung des Seminars für Historische Hilfswissenschaften und der Einrichtung der Archivschule Marburg war er zum Sommersemester 1894 bis zu seiner Pensionierung 1912 mit einem Lehrauftrag für Archivwissenschaften an der Universität Marburg tätig. Gleichzeitig war er ab 1894 Mitglied der Prüfungskommission für Archivaspiranten. 1899–1912 war er Direktor des Staatsarchivs Marburg.
Der Nachlass von Gustav Könnecke wird in der Staatsbibliothek zu Berlin aufbewahrt, seine Sammlung barocker Originalliteratur in der Badischen Landesbibliothek.

## Werke (Auswahl)
- Commentatio de vita atque rebus gestis Reinhardi episcopi Halberstadensis quintidecimi (1107–1123), Halle/Saale 1870.
- Bilderatlas zur Geschichte der deutschen Nationalliteratur. Eine Ergänzung zu jeder deutschen Litteraturgeschichte, Marburg 1887 (Digitalisat). (Eine 2. verbesserte u. vermehrte Auflage erschien 1895, Nachdruck Graz 1985.)
- Schiller. Eine Biographie in Bildern. Festschrift zur Erinnerung an die 100. Wiederkehr seines Todestages am 9. Mai 1905, Marburg 1905.